# 31 Pułk Strzelców Kaniowskich
31 Pułk Strzelców Kaniowskich (31 pp) – oddział piechoty Wojska Polskiego II RP.
Pułk stacjonował w garnizonie Sieradz (II i III batalion piechoty) i Łódź.
Święto pułkowe obchodzono 14 lipca.

## Formowanie i zmiany organizacyjne
Powstał w dniu 26 sierpnia 1919 z połączenia 31 Włocławskiego pułku piechoty i 15 pułku strzelców 4 Dywizji Strzelców Polskich gen. Lucjana Żeligowskiego.
31 Włocławski pułk piechoty rozpoczął formowanie we Włocławku pod koniec 1918. 15 pułk strzelców 4 Dywizji gen. Lucjana Żeligowskiego, powstał początkowo na Kubaniu, a później w Odessie z żołnierzy II Brygady Legionów, II i III Korpusu Polskiego oraz ochotników z Ukrainy. Z chwilą połączenia oddział otrzymał nazwę – 31 pułk strzelców Kaniowskich – nawiązującą do tradycji Legionów Polskich i korpusów polskich w Rosji.
W grudniu 1919 batalion zapasowy pułku stacjonował w Łodzi.

## Walki pułku o granice

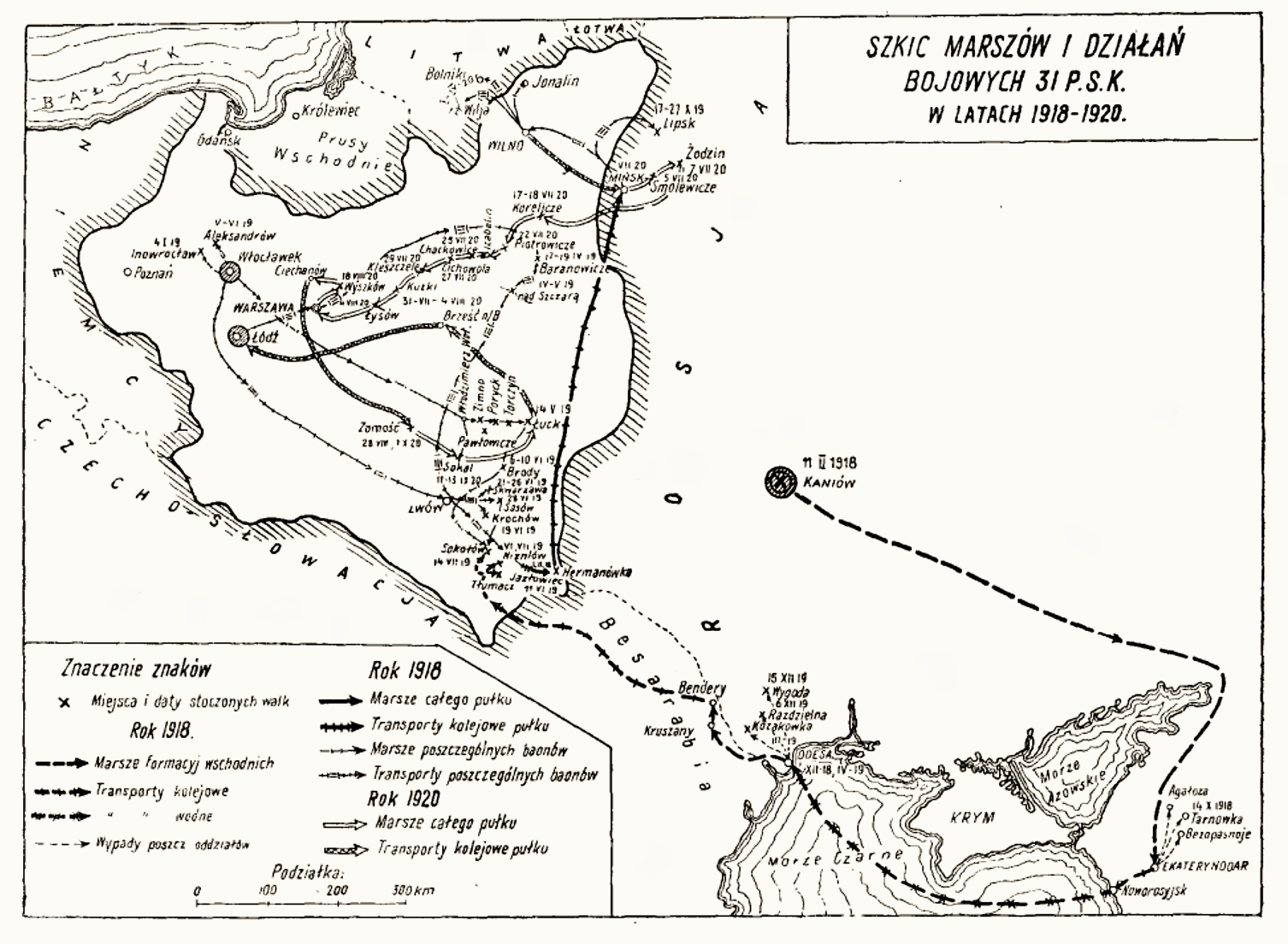
Feliks Libert, Zarys historji wojennej 31-go pułku Strzelców Kaniowskich

31 Włocławski pułk piechoty w dniu 5 stycznia 1919 roku zdobył razem z oddziałami powstańców wielkopolskich broniony przez Niemców Inowrocław.
Następnie walczył batalionami na różnych frontach. Od lutego do czerwca 1919 roku I batalion brał udział w wyprawach na Wołyń. Pod Baranowiczami walczył III batalion, a w czerwcu w Małopolsce Wschodniej. II batalion bronił granicy przed Niemcami walcząc 2 czerwca 1919 roku pod Służewem, a później z Ukraińcami w Małopolsce Wschodniej. W połowie lipca 1919 roku pod Złoczowem połączył się z 15 pułkiem strzelców.
We wrześniu już jako 31 pułk Strzelców Kaniowskich skierowany został na front pod Wilno, następnie na linię demarkacyjną z Litwą.
W końcu czerwca 1920 jednostka przerzucona została do Mińska Mazowieckiego. 18 sierpnia tego roku podjęła pościg za cofającymi się bolszewikami i wyzwoliła Wyszków, pokonując nieprzyjacielski 57 pułk strzelców. Przerzucona do Zamościa, oblężonego przez oddziały I Armii Konnej Siemiona Budionnego, broniła się w nim wraz z sojuszniczymi oddziałami ukraińskimi od 29 do 31 sierpnia. Walki zakończyła 11–13 września bojem pod Sokalem.

### Mapy walk pułku w 1920

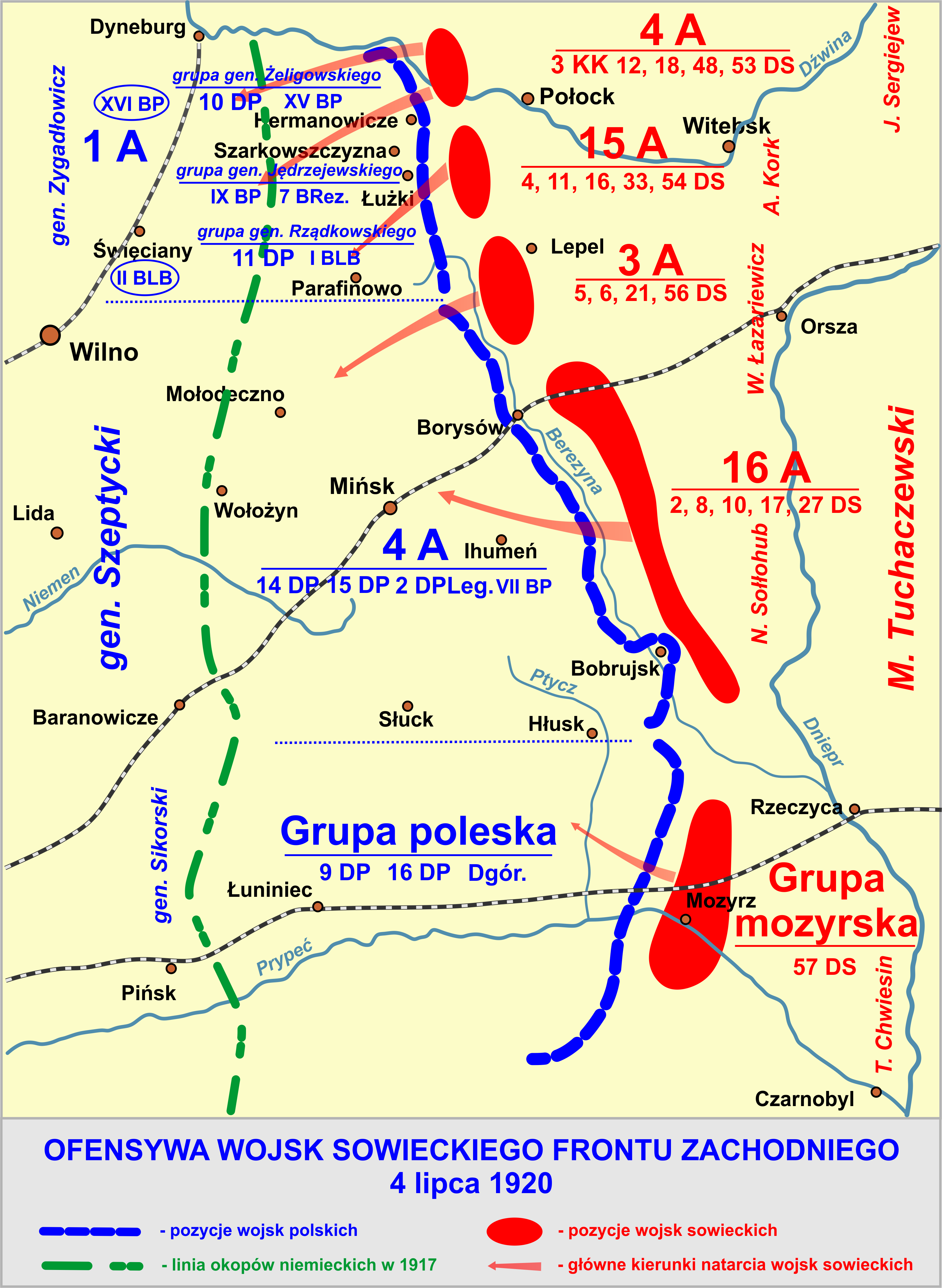
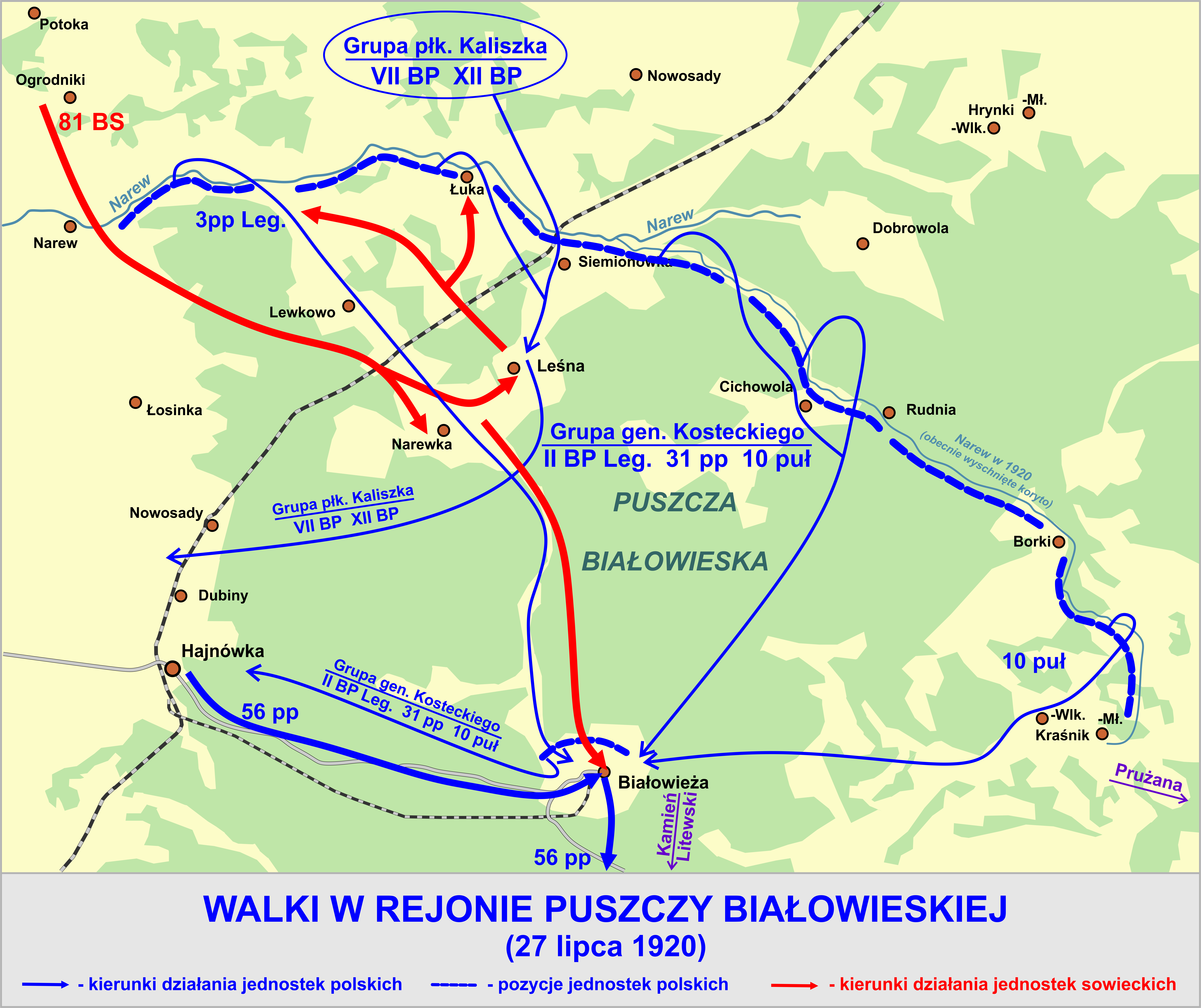
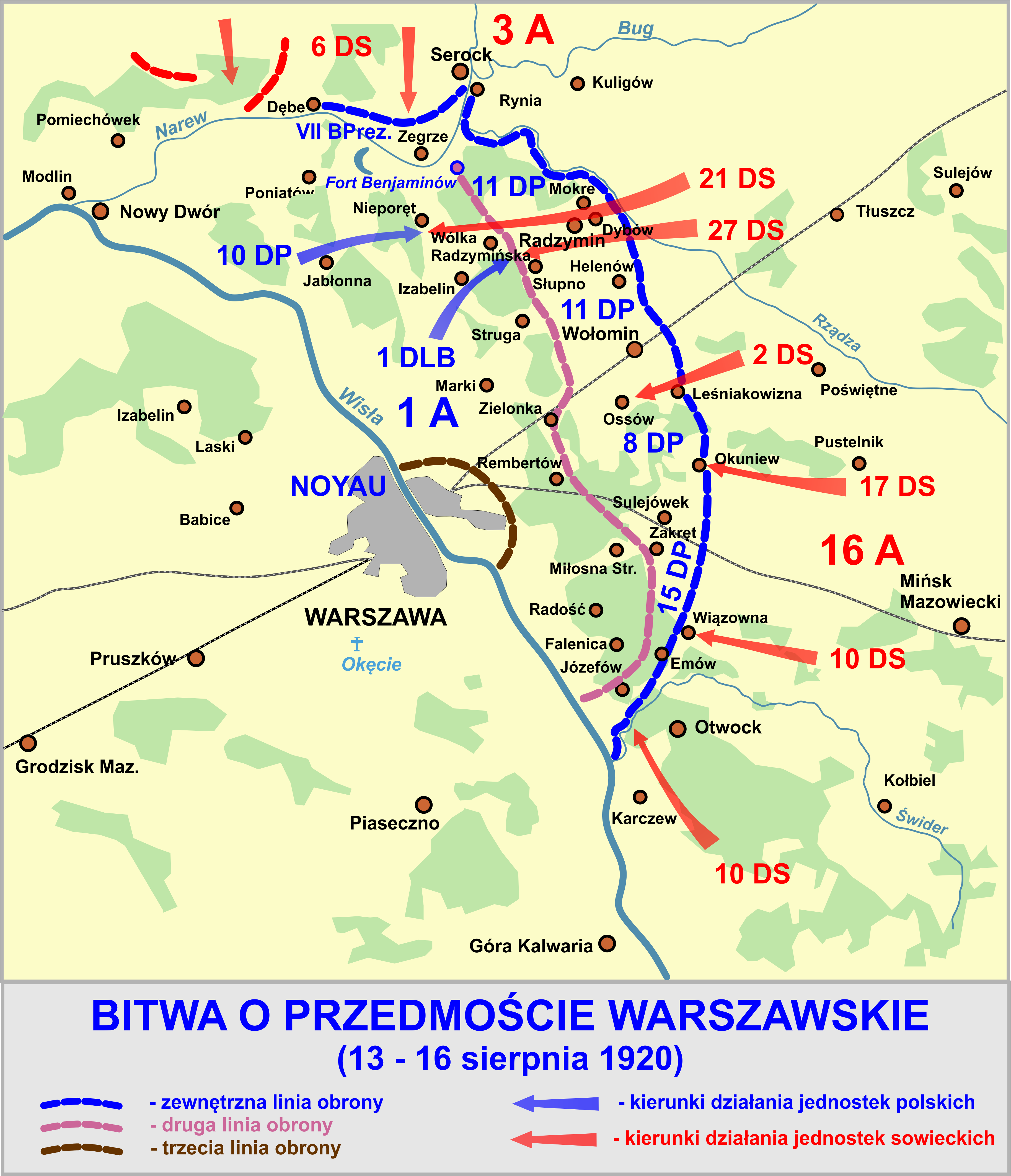
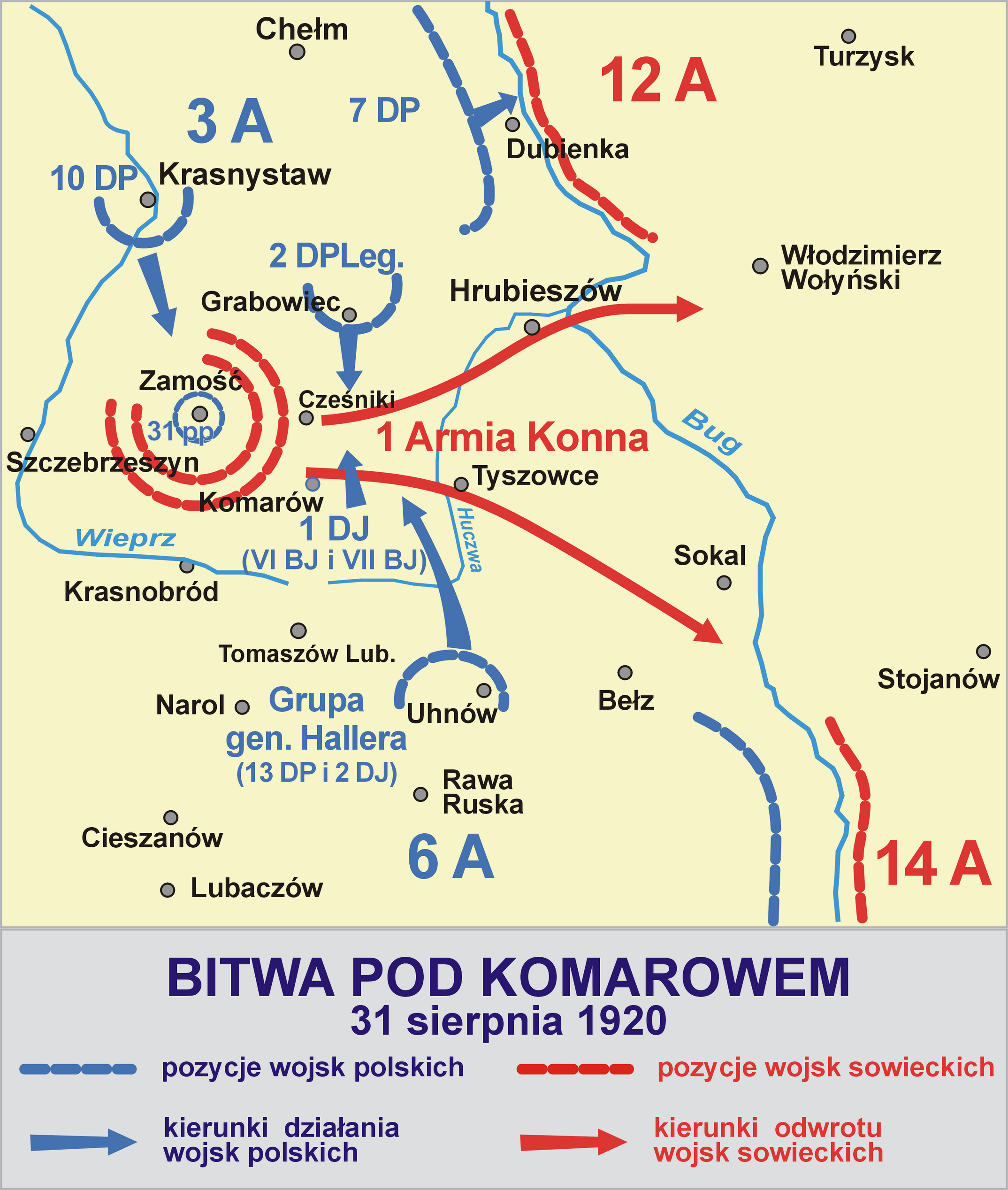

### Kawalerowie Virtuti Militari
| Żołnierze pułku odznaczeni Krzyżem Srebrnym Orderu Wojskowego Virtuti Militari za wojnę 1918-1920 | Żołnierze pułku odznaczeni Krzyżem Srebrnym Orderu Wojskowego Virtuti Militari za wojnę 1918-1920 | Żołnierze pułku odznaczeni Krzyżem Srebrnym Orderu Wojskowego Virtuti Militari za wojnę 1918-1920 |
| ------------------------------------------------------------------------------------------------- | ------------------------------------------------------------------------------------------------- | ------------------------------------------------------------------------------------------------- |
| sierż. Jan Bieganowski                                                                            | kpt. Mikołaj Bołtuć                                                                               | plut. Wacław Bretes                                                                               |
| kpt. Mieczysław Brodziński                                                                        | por. Wacław Budrewicz                                                                             | ppor. Stefan Chrzanowski                                                                          |
| strzel. Ignacy Falkiewicz                                                                         | por. Bronisław Hołub                                                                              | ppor. Stanisław Gumowski                                                                          |
| st. strzel. Władysław Janiszewski                                                                 | sierż. Bronisław Jankowski                                                                        | kpr. Stefan Jastrzębski                                                                           |
| strzel. Jan Jesiowski                                                                             | plut. Adam Kantorowski                                                                            | ppor. Wiktor Kloss                                                                                |
| ppor. Aleksander Koźmiński                                                                        | st. strzel. Franciszek Kwieciński                                                                 | kpt. Stanisław Lewicki                                                                            |
| mjr Zygmunt Łobaczewski                                                                           | plut. Jan Łukaszewski                                                                             | kpr. Jan Makowski                                                                                 |
| plut. Leon Pawłowski                                                                              | ppor. Emilian Piasecki                                                                            | plut. Adam Piotrowski                                                                             |
| st. sierż. Karol Przegaliński                                                                     | st. sierż. Józef Pszczoła                                                                         | ppor. Wacław Radziszewski                                                                         |
| plut. Wacław Rysicki                                                                              | por. Zygmunt Semerga                                                                              | plut. Zenon Skowroński                                                                            |
| strzel. Antoni Sójka                                                                              | sierż. August Swaczyna                                                                            | st. strzel. Mikołaj Szczepankiewicz                                                               |
| st. strzel. Władysław Winkler                                                                     | ppor. Stanisław Wysocki                                                                           | sierż. Jan Zapart                                                                                 |

## Pułk w okresie pokoju

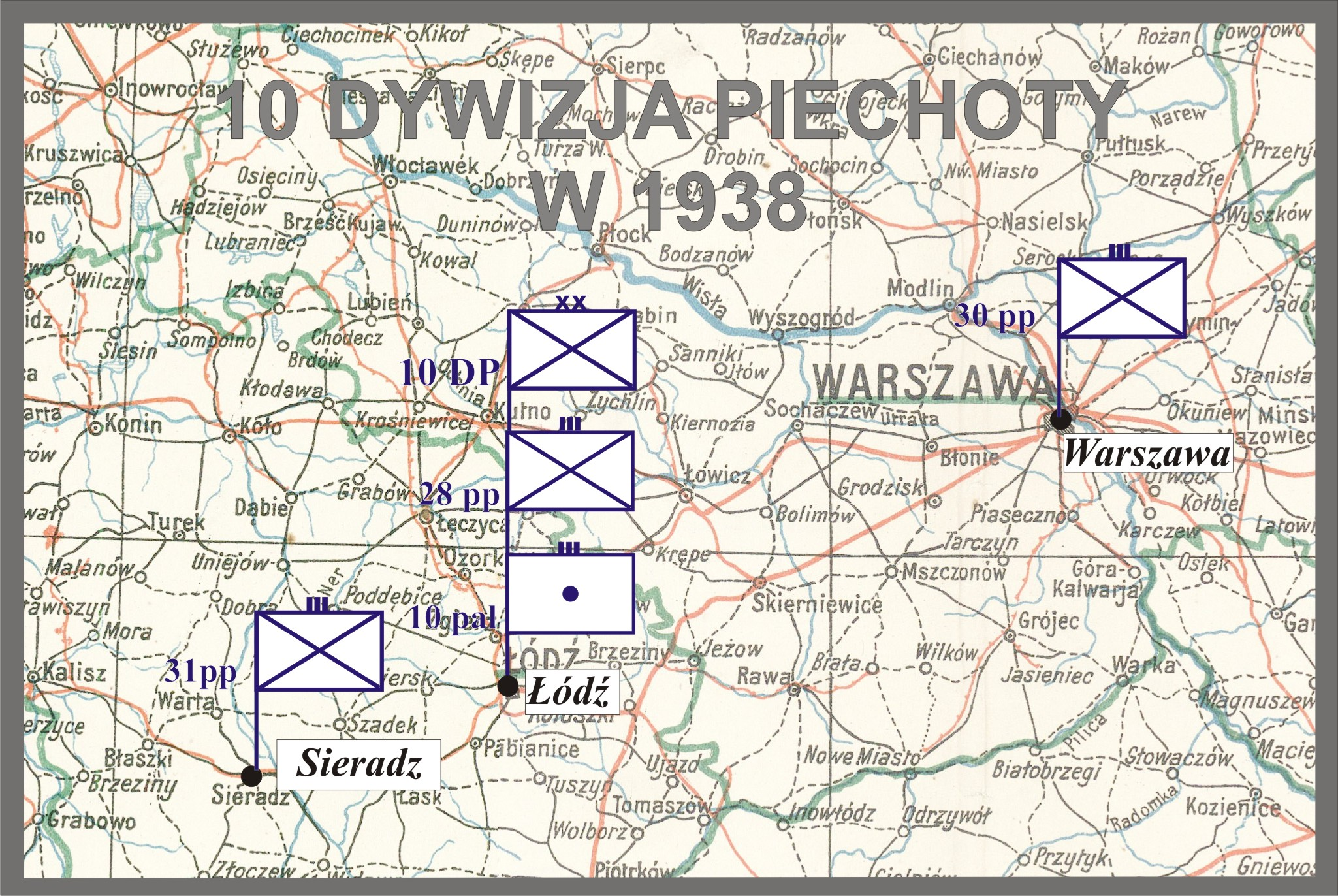
10 Dywizja Piechoty w 1938

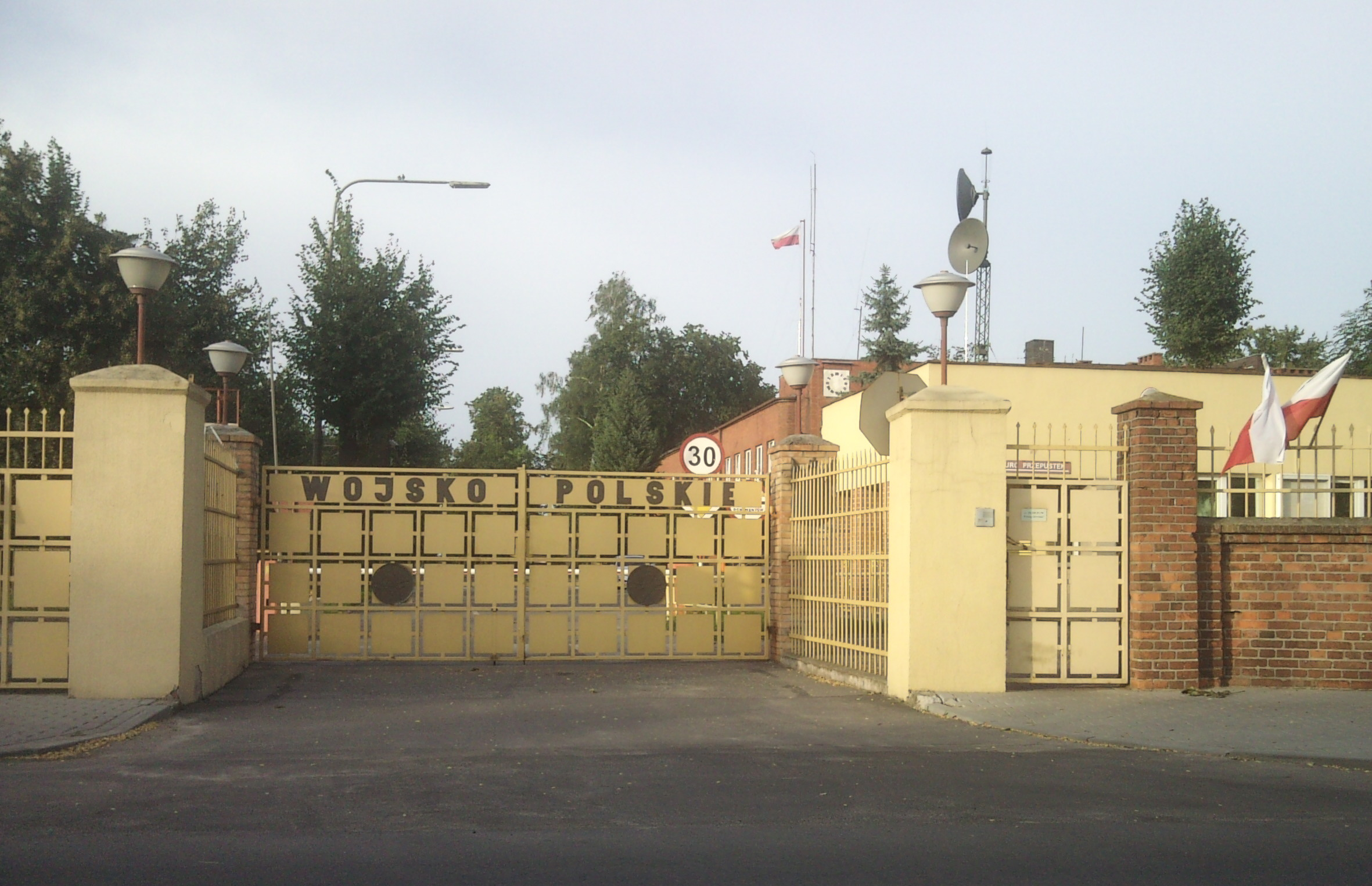
Koszary pułku w Sieradzu (foto z 2010 roku)

W okresie międzywojennym 31 pułk piechoty stacjonował na terenie Okręgu Korpusu Nr IV w Łodzi. Wchodził w skład 10 Dywizji Piechoty. Część pododdziałów stacjonowała w Sieradzu.
Na podstawie rozkazu wykonawczego Ministerstwa Spraw Wojskowych do Departamentu Piechoty o wprowadzeniu organizacji piechoty na stopie pokojowej PS 10-50 z 1930 roku, w Wojsku Polskim wprowadzono trzy typy pułków piechoty. 31 pułk piechoty zaliczony został do typu I pułków piechoty (tzw. „normalnych”). W każdym roku otrzymywał około 610 rekrutów. Stan osobowy pułku wynosił 56 oficerów oraz 1500 podoficerów i szeregowców. W okresie zimowym posiadał batalion starszego rocznika, batalion szkolny i skadrowany, w okresie letnim zaś batalion starszego rocznika i dwa bataliony poborowych.
Po wprowadzeniu  w 1930 nowej organizacji piechoty na stopie pokojowej, pułk  szkolił rekrutów dla potrzeb batalionu  Korpusu Ochrony Pogranicza.
Podczas "zamachu majowego" J. Piłsudskiego w 1926 r. pułk wystąpił przeciw legalnym władzom, umożliwiając opanowanie rebeliantom Łodzi. Natomiast jego ówczesny dowódca - ppłk Alfred Vogel zachował się przeciwnie i został w dniu 13 maja internowany. Po nim dowództwo pułku przejął ppłk Leon Gotkiewicz. W dniu następnym, 14 maja, Pułk wysłał do Warszawy pułk kombinowany. 

## Walki w kampanii wrześniowej

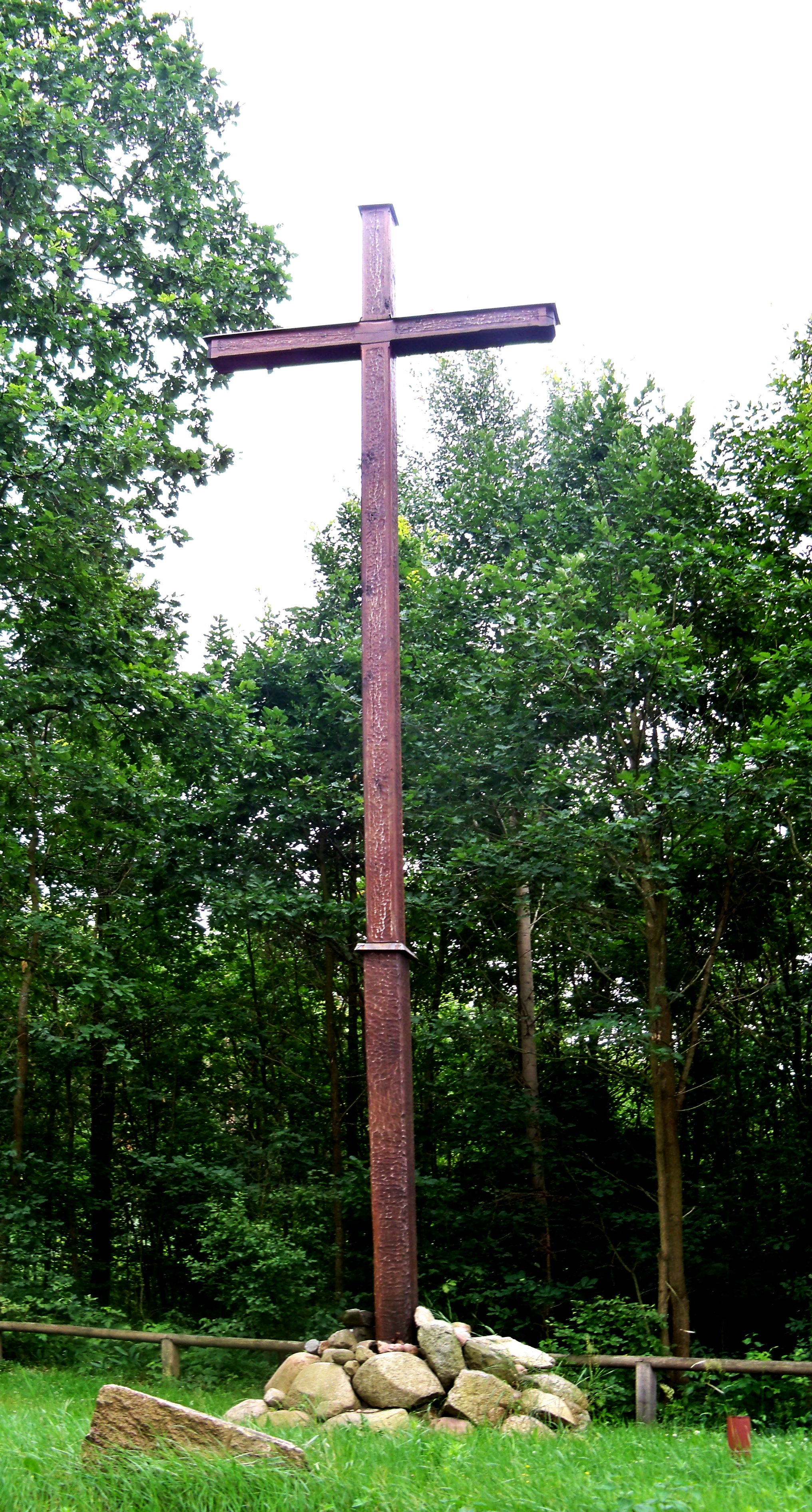
Krzyż w Puszczy Kozienickiej upamiętniający walki pułku

W kampanii wrześniowej pułk wziął udział w składzie 10 Dywizji Piechoty w Armii „Łódź”.
1 września pułk zajmował pozycję obronną na odcinku Wróblew – Dąbrowa Wielka. 3 września bronił przedmościa Sieradza. 4 września, broniąc linii rzeki Warty na odcinku Grądy – Woźniki, brał udział w likwidacji niemieckiego przyczółka w Mnichowie. 5 września w czasie walk w rejonie Mnichowa poniósł ciężkie straty, przegrupował się i 7 września zajął pozycje obronne w rejonie Zgierza, po czym wycofał się w rejon Puszczy Mariańskiej. 11 września wziął udział w natarciu na Mszczonów, opanowując go. W odwrocie kierował się na południe, 14 września przeprawiając się przez Pilicę i maszerując w kierunku Wisły. W tym dniu stoczył walkę w lesie koło  Ryczywołu, a następnego dnia dotarł do Puszczy Kozienickiej. 17 września został otoczony, lecz po ciężkiej walce przerwał pierścień okrążenia. Następnego dnia został powtórnie otoczony w rejonie Augustowa i rozbity. Tylko nieliczne grupki żołnierzy dotarły do Wisły. Pułk przestał istnieć.
Za kampanię wrześniową 1939 pułk został odznaczony orderem Virtuti Militari.
Mapy bitew
|  |  |

| Struktura organizacyjna i obsada personalna we wrześniu 1939 | Struktura organizacyjna i obsada personalna we wrześniu 1939 |
| Stanowisko                                                   | Stopień, imię i nazwisko                                     |
| Dowództwo                                                    | Dowództwo                                                    |
| ------------------------------------------------------------ | ------------------------------------------------------------ |
| dowódca                                                      | ppłk Wincenty Wnuk                                           |
| I adiutant                                                   | kpt. Aleksander Ogrodnik                                     |
| kwatermistrz                                                 | kpt. Władysław Michalewski                                   |
| I batalion                                                   |                                                              |
| dowódca                                                      | mjr Bolesław Raczkowski                                      |
| dowódca 1 kompanii strzeleckiej                              | kpt. Władysław Czyż                                          |
| dowódca 2 kompania strzelecka                                | kpt. Czesław Stępień                                         |
| dowódca 3 kompania strzelecka                                | por. rez. Jan Łączyński                                      |
| szef 3 kompanii - sierż. Jan Raczyński                       |                                                              |
| dowódca 1 kompanii ckm                                       | por. Jan Zaremba                                             |
| II batalion                                                  |                                                              |
| dowódca                                                      | mjr Antoni Zwoliński                                         |
| dowódca 4 kompanii strzeleckiej                              | por. Józef Kozal                                             |
| dowódca 5 kompanii strzeleckiej                              | kpt. Feliks Sitny                                            |
| dowódca 6 kompanii strzeleckiej                              | ppor. Alfred Smolczyński                                     |
| dowódca 2 kompanii ckm                                       | por. Antoni Paroński                                         |
| III batalion                                                 |                                                              |
| dowódca                                                      | mjr Tadeusz Ujwary                                           |
| dowódca 7 kompanii strzeleckiej                              | por. Zenon Janiakowski                                       |
| dowódca 8 kompanii strzeleckiej                              | kpt. Kazimierz Skorupski                                     |
| dowódca 9 kompanii strzeleckiej                              | por. rez. Jan Ewiak                                          |
| dowódca 3 kompanii ckm                                       | por. Antoni Malanowicz                                       |
| Pododdziały specjalne                                        |                                                              |
| dowódca kompanii zwiadu                                      | por. Mieczysław Chrzanowski                                  |
| dowódca kompanii przeciwpancernej                            | por. Zygmunt Bielawski                                       |
| dowódca plutonu artylerii piechoty                           |                                                              |
| dowódca plutonu przeciwgazowego                              | ppor. rez. Edward Lubowski                                   |
| dowódca plutonu pionierów                                    |                                                              |
| dowódca plutonu łączności                                    |                                                              |

## Symbole pułkowe

### Chorągiew/sztandar
W niedzielę 27 lutego 1927 roku, w Zgierzu, generał broni Lucjan Żeligowski wręczył dowódcy pułku, pułkownikowi Alfredowi Vogel chorągiew ufundowaną przez społeczeństwo powiatu łódzkiego. Ceremonię poświęcenia i wręczenia chorągwi poprzedziła msza święta odprawiona przez biskupa łódzkiego księdza Wincentego Tymienieckiego. Po zakończeniu ceremonii odsłonięto tablicę pamiątkową w Ratuszu. Następnie odbyła się defilada, a po niej uroczyste śniadanie w szkole miejskiej. Wieczorem w salonach Grand Hotelu w Łodzi odbył się bal wydany przez 31 Pułk Strzelców Kaniowskich. Obecnie sztandar przechowywany jest w Muzeum Wojska Polskiego w Warszawie.

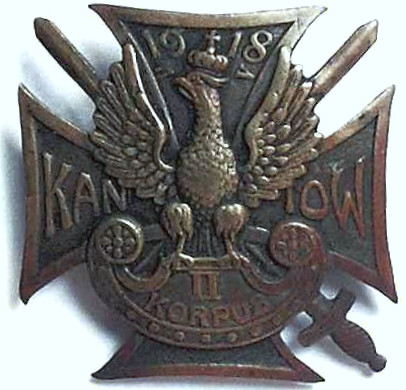
Odznaka pamiątkowa Związku Kaniowczyków, wykonana z mosiądzu (awers)

### Odznaka pamiątkowa
25 lipca 1925 roku generał dywizji Stefan Majewski, w zastępstwie Ministra Spraw Wojskowych, zatwierdził odznakę pamiątkową 31 pułku Strzelców Kaniowskich. Odznaka o wymiarach 41x41 mm ma kształt równoramiennego krzyża pokrytego niebieską emalią z żółtym obramowaniem. W środku krzyża jest nałożona tarcza z inicjałami pułku „PSK” (Pułk Strzelców Kaniowskich). Na górnym ramieniu krzyża znajduje się numer pułku „31”, a na dolnym rok utworzenia oddziału „1918”. Na lewe ramię krzyża nałożony został srebrny herb ziemi kujawskiej, a na ramię prawe - miniatura odznaki II Korpusu Polskiego w Rosji. Między ramionami cztery srebrne orły nawiązujące do orłów jagiellońskich. Odznaka oficerska, trzyczęściowa, wykonana w srebrze, emaliowana, herby łączone nitami. Wykonawcą odznaki był Wincenty Wabia-Wabiński z Warszawy. Odznaki oficerskie wykonane w Zakładach Przemysłowych Bronisława Grabskiego przy ulicy Kapitana Pogonowskiego 61 w Łodzi miały wymiary 44x44 mm.

## Strzelcy kaniowscy
Dowódcy pułku

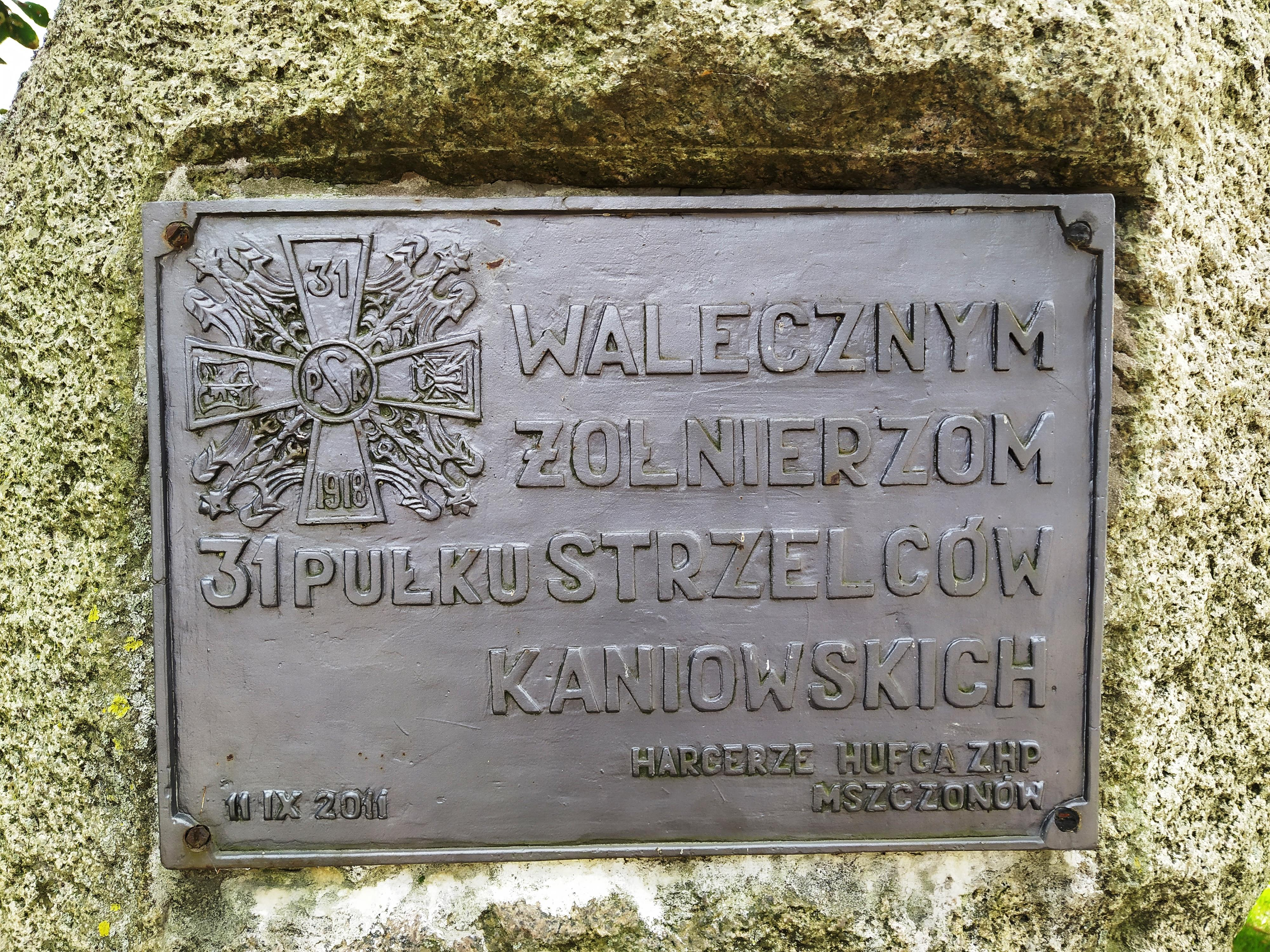
Tablica pamiątkowa w parku w Mszczonowie

- płk Stefan Borowski (XI 1918 – 1 II 1919)
- ppłk Wojciech Gromczyński (1 II – 14 VII 1919[b])
- mjr Albin Skroczyński (14 VII 1919 - 30 IV 1920)
- mjr Stanisław Sobieszczak (V – 15 VI 1920)
- ppłk Wiktor Łapicki (15 VI – 22 VII 1920)
- kpt. Mikołaj Bołtuć (23 VII 1920 – 23 II 1921)
- kpt. Mieczysław Brodziński (23 II – 18 V 1921)
- mjr Mikołaj Bołtuć (18 V – 27 X 1921)
- ppłk Marian Steczkowski (28 X 1921 – 6 VII 1923 → Rezerwa Oficerów Sztabowych DOK IV[17])
- ppłk piech. Leon Gotkiewicz (p.o. 6 VII 1923 – 20 II 1924)
- płk piech. Wacław Szokalski (20 II – 15 X 1924)
- ppłk SG Zygmunt Dzwonkowski (15 X 1924 – 21 II 1925)
- płk piech. Alfred Vogel (21 II 1925 – 28 I 1928 → członek OTO[18])
- ppłk piech. Leon Grot (20 II 1928 – 15 X 1929 → dowódca 3 pp Leg.)
- płk dypl. Franciszek Dudziński (15 X 1929 – 17 I 1936)
- ppłk dypl. Jan Ciastoń (17 I 1936 – XI 1937)
- ppłk dypl. Stanisław Józef Biegański (19 II 1938 – 30 VIII 1939)
- ppłk Wincenty Wnuk (od 30 VIII 1939)

Zastępcy dowódcy pułku (od 1938 roku – I zastępca dowódcy)
- mjr / ppłk piech. Leon Gotkiewicz (10 VII 1922 – 21 VIII 1926 → dowódca 10 pp)
- ppłk dypl. piech. Józef Urbanek (5 XI 1928 - 1929)
- ppłk dypl. sap. Tadeusz Zieleniewski (23 VIII – 23 XII 1929 → zastępca dowódcy 63 pp)
- ppłk piech. Stefan Cieślak (21 I 1930[19] – II 1932)
- ppłk piech. Mieczysław Łukoski (III 1932 – II 1936)
- ppłk piech. Jan Topczewski (do 24 VIII 1939 → dowódca 146 pp)

### Żołnierze 31 pułku piechoty – ofiary zbrodni katyńskiej
Biogramy ofiar zbrodni katyńskiej znajdują się między innymi w bazach udostępnionych przez Ministerstwo Kultury i Dziedzictwa Narodowego oraz Muzeum Katyńskie.
| Nazwisko i imię       | stopień        | zawód                 | miejsce pracy przed mobilizacją        | zamordowany |
| --------------------- | -------------- | --------------------- | -------------------------------------- | ----------- |
| Andrzejewski Czesław? | porucznik      | żołnierz zawodowy?    |                                        | Katyń       |
| Bubik Witold          | por. rez.      | urzędnik              | kopania w Karwinie                     | Katyń       |
| Chitlerski Antoni     | por. rez.      | urzędnik              | kancelaria komornicza Łódź             | Katyń       |
| Grodzicki Adam Jan    | por. w st. sp. |                       | PKP w Warszawie                        | Katyń       |
| Kacer Jan             | ppor. rez.     | nauczyciel            | szkoła powszechna w Patokach           | Katyń       |
| Kałczyński Mieczysław | ppor. rez.     |                       |                                        | Katyń       |
| Kamieniecki Pinkus    | ppor. rez.     | lekarz                |                                        | Katyń       |
| Lichoń Julian         | podporucznik   | żołnierz zawodowy?    |                                        | Katyń       |
| Mączyński Stanisław   | ppor. rez.     | nauczyciel            |                                        | Katyń       |
| Neugebauer Adam       | ppor. rez.     |                       |                                        | Katyń       |
| Paliszewski Jerzy     | ppor. rez.     | prawnik               |                                        | Katyń       |
| Pegza Henryk          | ppor. rez.     | technik włókiennictwa |                                        | Katyń       |
| Ulrichs Otto          | por. rez.      | nauczyciel            | szkoła powszechna w Łodzi              | Katyń       |
| Wajs Bronisław        | ppor. rez.     |                       |                                        | Katyń       |
| Wołoszyn Zygmunt      | kapitan        | żołnierz zawodowy     | oficer adm.-mat.                       | Katyń       |
| Zielenkiewicz Józef   | porucznik      | żołnierz zawodowy     | ?                                      | Katyń       |
| Bukowiecki Jan Jerzy  | ppor. rez.     | urzędnik              | Izba Przemysłowo-Handlowa w Łodzi      | Charków     |
| Dybka Czesław         | ppor. rez.     | nauczyciel            | szkoła powszechna w Burzeninie         | Charków     |
| Jędrzejczyk Jan       | ppor. rez.     | handlowiec            |                                        | Charków     |
| Kolanowski Zdzisław   | ppor. rez.     | absolwent UAM         |                                        | Charków     |
| Kołakowski Karol      | ppor. rez.     | nauczyciel            | szkoła powszechna w Piotrkowie Tryb.   | Charków     |
| Lewandowski Kazimierz | ppor. rez.     | technik włókiennictwa | Zakład Bullego w Łodzi                 | Charków     |
| Lichtenstein Wiktor   | ppor. rez.     | inżynier chemik       |                                        | Charków     |
| Ludwicki Stanisław    | ppor. rez.     | nauczyciel            |                                        | Charków     |
| Michalewski Władysław | kapitan        | żołnierz zawodowy     | ?                                      | Charków     |
| Poznański Leon        | por. rez.      | prawnik, mgr          | praktyka w Łodzi                       | Charków     |
| Władyka Józef         | por. rez.      |                       | naczelnik Urzędu Skarbowego w Sieradzu | Charków     |
| Zakrzewski Bohdan     | por. rez.      | student               |                                        | Charków     |